# 妙清
妙清（：／，？—1135年），高丽中期起事领袖。
妙清本来是佛教和尚，晓知风水，研究风水图谶法，自称承袭禅师道诜所传太一玉帐步法。被金安、文公仁称为圣人，推荐给了高丽仁宗。妙清与其法弟日者白寿翰通阴阳之术，诡诞不经之说惑众。郑知常等人深信其说。仁宗为他建道场。他向国王建议迁都西京平壤，没有成功。靖康之变后，高丽谣传宋军北伐，金兵大败。妙清建议联络刘齐共同伐金。仁宗怕是谣言不从。1135年，妙清与柳旵、分司侍郞趙匡、司宰小卿趙昌言、安仲榮等叛乱，国号大為國，年号天开，自称天遣忠义军。金富轼平乱，翌年妙清被赵匡所杀。